# 김해운
김해운(1973년 12월 25일 ~ )은 대한민국의 전 축구 선수이자 현 축구 행정가로 현재 성남 FC 전력 강화실장을 맡고 있으며 현역 시절이던 1996년부터 2008년까지 12년동안 성남 FC의 원클럽맨으로 활약했다.

## 개요
경상남도 창원시 출생으로 합성초등학교, 마산중앙중학교, 마산공업고등학교, 대구대학교를 졸업하였다. 팀의 문전을 든든히 지켜 '슈퍼 거미'라는 별명을 얻었다.

## 선수 시절

### 클럽
1996년 성남 FC에서 데뷔했지만 데뷔 첫 해에는 신의손과 박동우에게 밀려 1경기 밖에 뛰지 못했고 박동우가 그 해 시즌 후 제주 유나이티드로 트레이드되며 다음 해 아디다스컵에서 주전으로 발탁됐지만 같은 해 4월 16일 전북 현대 모터스전에서 뜻밖의 부상을 당하면서 한동안 경기에 나서지 못했고 이에 성남은 1996년 12월 27일 제주에서 자유계약선수로 풀린 뒤 은퇴를 선언한 차상광을 1997년 4월 21일 영입했으며 김해운은 비록 정규시즌에서 1경기 밖에 나서지 못했으나 같은 해 11월에 열린 FA컵에서 3경기 연속 무실점 승리를 이끄는 등 주전 골키퍼로 활약하며 팀의 준우승에 기여했다.
이후 1998년부터 주전 자리를 차지하여 2008년까지 몸담은 뒤 2009년 5월 23일 전남 드래곤즈와의 K-리그 홈 경기를 끝으로 공식적으로 은퇴를 선언하였다. 2001년부터 2003년까지 성남의 K-리그 3연패와 1999년 FA컵 우승 등에 큰 공헌을 하였으며 2008년에는 K-리그 시상식에서 공로상을 받았다.

### 국가대표팀
2000년 AFC 아시안컵에 최종 엔트리에 포함되었지만 본선 경기에서는 기용되지는 않았고 2003년 움베르투 코엘류 감독에 의해 국가대표팀에 발탁되기도 했지만 부상에 발목이 잡혀 경기에 나서지 못했다.

## 지도자 생활
2010년부터 2011년까지 전북 현대 모터스의 U-18팀인 전주영생고등학교 축구부 골키퍼 코치로 지도자 생활을 시작했고 2011년에는 중국 슈퍼리그의 허난 젠예에서 활동했으며 이후 2013년 경남 FC의 코치로 지내다가 2015년부터 2016년까지 친정팀 성남 FC에서 2시즌동안 코치로 지냈다. 그리고 2016년부터 2017년까지는 대한민국 U-20 축구 국가대표팀의 코치로 활동했으며 2017년부터 2018년까지는 대한민국 축구 국가대표팀의 골키퍼 코치로 활동하며 2017년 EAFF E-1 풋볼 챔피언십 우승과 2018년 FIFA 월드컵 독일전 2-0 승리에 공헌했으며 이와 함께 이전 무명 선수였던 조현우를 전 세계가 주목하는 골키퍼로 만들었다. 월드컵이 끝나고 1년 후인 2019년 12월 인도네시아 축구 국가대표팀의 수석 코치 겸 골키퍼 코치로 부임했다.
2022년 대학 감독을 거쳐 이듬해 제주 유나이티드 골키퍼 코치를 지낸 뒤 연말에 본인의 원클럽 팀인 성남 FC의 전력 강화실장으로 부임했다. 2024년 8월 6일 최철우 감독의 사임으로 성남 감독대행을 겸임하게 되었다.

## 경력

### 선수 경력
- 1996년 ~ 2008년  성남 FC

### 지도자 경력
- 2010년 ~ 2011년  전주영생고등학교 골키퍼 코치
- 2011년  허난 젠예 골키퍼 코치
- 2013년  경남 FC 골키퍼 코치
- 2015년 ~ 2016년  성남 FC 골키퍼 코치
- 2016년 ~ 2017년  대한민국 U-20 골키퍼 코치
- 2017년 ~ 2018년  대한민국 축구 국가대표팀 골키퍼 코치
- 2019년 ~ 2021년  인도네시아 축구 국가대표팀 수석 코치 겸 골키퍼 코치
- 2023년  제주 유나이티드 FC 골키퍼 코치
- 2023년 12월~  성남 FC 전력 강화실장(2024년 8월 6일~ 성남 감독대행)

## 수상

### 개인
- 2008년 K-리그 대상 공로상 수상

### 클럽

#### 성남 FC
- K-리그 우승 4회 (2001년, 2002년, 2003년, 2006년)
- K-리그 준우승 1회 (2007년)
- FA컵 우승 1회 (1999년)
- FA컵 준우승 2회 (1997년, 2000년)
- 아디다스 컵 우승 1회 (2002년)
- 아디다스 컵 준우승 1회 (2000년)
- 하우젠 컵 우승 1회 (2004년)
- 하우젠 컵 준우승 1회 (2006년)
- 대한민국 슈퍼컵 우승 1회 (2002년)
- 대한민국 슈퍼컵 준우승 1회 (2000년)
- 아시아 클럽 챔피언십 우승 1회 (1996년)
- 아시아 클럽 챔피언십 준우승 1회 (1997년)
- AFC 챔피언스리그 준우승 1회 (2004년)
- 아시아 슈퍼컵 우승 1회 (1996년)